# Charleroi
Charleroi (valonă Chålerwè sau Tchålerwè) este un oraș francofon din regiunea Valonia din Belgia. Orașul a fost fondat pe cursul râului Sambre, în perioada Țărilor de Jos spaniole, în secolul al XVII-lea. La 1 ianuarie 2008 comuna Charleroi avea o populație totală de 201.593 locuitori, fiind astfel cea mai populată comună valonă și cea de a treia cea mai populată comună belgiană. Charleroi este situat în centrul unei aglomerații urbane cu o populație de 423.204 locuitori, aceasta fiind cea de a 5-a cea mai populată aglomerație urbană din Belgia.

## Geografie
Comuna actuală Charleroi a fost formată în urma unei reorganizări teritoriale în anul 1977, prin înglobarea într-o singură entitate a orașului propriu zis Charleroi cu comunele învecinate. Suprafața totală a comunei este de 102,08 km². Comuna Charleriu este subdivizată în secțiuni, ce corespund aproximativ cu fostele comune de dinainte de 1977. Acestea sunt:

| - I. Orașul Charleroi |

| - II. Dampremy - III. Lodelinsart - IV. Gilly - V. Montignies-sur-Sambre - VI. Couillet - VII. Marcinelle - VIII. Mont-sur-Marchienne | - IX. Marchienne-au-Pont - X. Monceau-sur-Sambre - XI. Goutroux - XII. Roux - XIII. Jumet - XIV Gosselies - XV. Ransart |

Comunele limitrofe sunt:
| - a. Les Bons Villers - b. Fleurus - c. Châtelet - d. Gerpinnes - e. Ham-sur-Heure-Nalinnes | - f. Montigny-le-Tilleul - g. Fontaine-l'Évêque - h. Courcelles - i. Pont-à-Celles |

## Geografie fisica

### Topografie și hidrografie

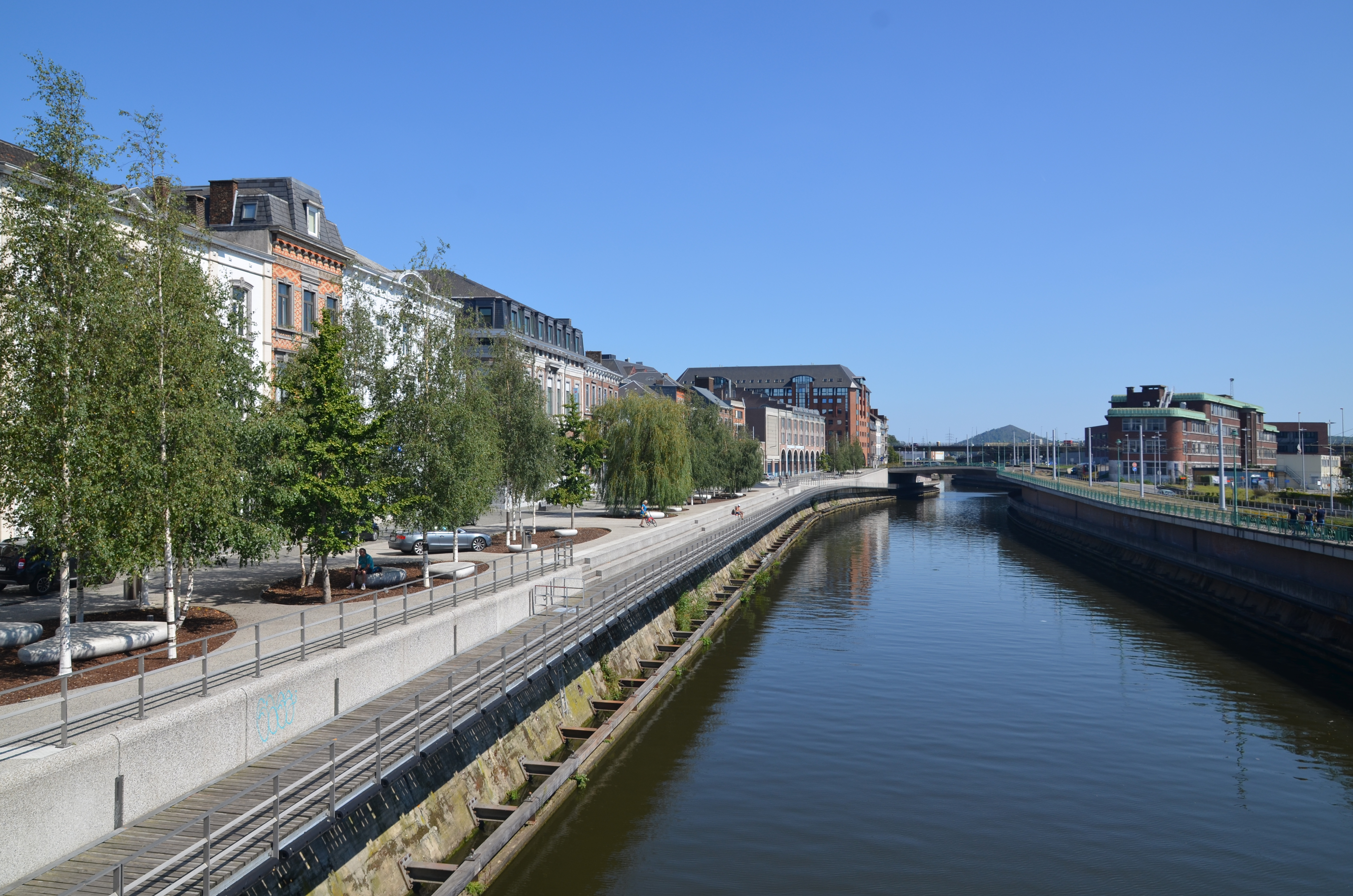
Docul Arthur Rimbaud de-a lungul râului Sambre

Relieful de Charleroi este înfluențat de valea râului Sambre care curge din vest spre est înaînte să se varsă în Meuse la Namur. Pârâul Piéton curge din nord spre sud înaînte sa se varsă în Sambre la Dampremy. În valea de pârâul aceasta a fost săpat canalul Charleroi-Bruxelles. Pârâul Eau d'Heure vine din sud și se varsă de asemena în Sambre la Marchienne-au-Pont. Douăzeci de râuri parcurg territoriul municipiului .
Altitudinea trece de la 100 m (valea de Sambre și de Piéton) pentru a culmina la mai mult decât 220 m la Bois du Prince la Marcinelle. Nivelul este de 132 m la place Charles II. Altitudinea de haldei depașește adesea 200 m, halda Saint-Charles de la bois du Cazier atinge 241 m.

## Politică
Municipiul Iași este administrat de un primar și un consiliu local compus din 51 consilieri. Primarul Thomas Dermine[*] de la Partidul Socialist Belgian[*], este în funcție din 2 decembrie 2024.

## Economie
Charleroi este centrul unui vast bazin carbonifer acum complet abandonat, numit odinioară Pays noir sau țara neagră. De aceeia, se mai vede in peisaj multe halde prin preajma orașului. Orașul ramâne un major centru industrial : siderurgie, sticlărie, produse chimice, construcții electrice și construcții mecanice.
La nordul orașului Charleroi, se gasește aeroportul de Brussels South Charleroi Airport sau Aéroport de Charleroi Bruxelles-Sud. E situat la circa 45 km la sud de Bruxelles și la 10 km de centrul de Charleroi.
Charleroi Bruxelles-Sud este al doilea aeroport din Belgia, cu 8 029 680 de pasageri in 2018, si primul din Regiunea valonă la nivel de pasageri. Este mai ales destinat la companii aeriene low cost, în special Ryanair. În 2023, legături directe cu România sunt de exemplu Cluj-Napoca, Iași si București-Otopeni.

## Cultură
Charleroi are o dimensie culturală importantă datorită o mulțime de muzee și sale de spectacole. A fost receptaclul de multe talente de benda desenată  cu faimoasă  școala de Marcinelle.

## Personălitați
- Georges Lemaître (1894-1966): s-a născut la Charleroi, preot catolic și astronom, care a fundamentat matematic o teorie asupra formării Universului, cunoscută sub numele Big Bang;
- René Magritte (1898-1967): pictor suprarealist care a locuit la Châtelet și la Charleroi;
- Loïc Nottet (1996- ): cântărest și compositor născut la Charleroi, reprezentantul al Belgiei  în Concursul Muzical Eurovision 2015;
- Ernest Solvay (1838-1922) : chimist belgian.

## înfrățite
- Charleroi, orașul din Pennsylvania în apropiere de Pittsburgh în Statele Unite, 5 000 locuitori, a fost așa botezat în onoare de marele ei sora belgiană.
- Franța: Hirson;
- Franța: Saint-Junien înfrățită cu Jumet;
- Franța: Sélestat;

- Germania: Schramberg;
- Germania: Waldkirch;
- Italia: Manoppello înfrățită cu Marcinelle;
- Italia: Casarano;
- Italia: Follonica;
- Japonia: Himeji;
- Ucraina: Donetsk;
- Statele Unite ale Americii: Pittsburgh;

1. ↑  Atlas topographique Belgique (în neerlandeză) (ed. 2), Bruxelles, Tielt: Institut géographique national, Lannoo, Touring, 2002, ISBN 90-209-4853-9